# Jiří Halaška
Jiří Halaška (* 13. Oktober 1956 in Prag) ist ein tschechischer Offizier. Er wurde am 28. Oktober 2005 zum Generalmajor befördert. 
Halaška besuchte von 1975 bis 1979 die Hochschule des Heeres in Vyškov (Vysoká vojenská škola pozemního vojska ve Vyškově), von 1985 bis 1988 die Frunse-Militärakademie in Moskau und von 1996 bis 1997 die Führungsakademie der Bundeswehr in Hamburg. 
Halaška begann seine militärische Laufbahn 1979 als Chef einer Panzerkompanie und stieg bis zum stellvertretenden Kommandeur der 9. Panzerdivision auf. Anschließend wurde ihm die Zuständigkeit für die Einsatzausbildung des 1994 aufgestellten 1. Armeekorps in Tábor und drei Jahre später der Heimatschutztruppe übertragen, nachdem das Kommando des 1. Armeekorps in das Kommando der Heimatschutztruppe (velitelství vojska územní obrany) überführt worden war. 2001 wurde er Chef des Stabes des ein Jahr zuvor entstandenen Kommandos Heimatschutzkräfte (velitelství sil územní obrany). Als dieses Kommando 2003 im Kommando Unterstützungs- und Ausbildungskräfte (sily podpory a výcviku) aufging, wurde er mit der Leitung des diesem Kommando unterstellten TRADOC (ředitelství výcviku a doktrín) beauftragt. 2006 erfolgte seine Ernennung zum Befehlshaber der Unterstützungs- und Ausbildungskräfte und 2007 zum Befehlshaber der verbundenen Kräfte. Bis zu seinem Rücktritt am 31. Dezember 2009 war er als Stellvertreter des Generalstabschefs für Fragen der Planung und Unterstützung von Auslandseinsätzen der tschechischen Streitkräfte zuständig.   
Halaška spricht außer seiner Muttersprache noch Englisch, Deutsch und Russisch. Er ist verheiratet und zweifacher Vater. 